# Las Bárzanas
Las Bárzanas es un pueblo de la parroquia de Quiloño (Castrillón), situado a 50 metros de altitud y dividido en dos núcleos: Las Bárzanas de abajo; en la vega del río Raíces y del arroyo de Las Bárzanas, y Las Bárzanas de arriba, en la ladera de la subida a La Braña. Dista de Piedras Blancas 2 kilómetros y tiene una población de 197 habitantes. Cuenta con un molino harinero movido por el arroyo de Las Bárzanas y se conserva la capilla del Cristo de la Misericordia, situada en Las Bárzanas de arriba. El templo cuenta con escudo, torre-campanario y la siguiente inscripción en la fachada: "Esta ermita está dedicada a San Bernardo Abad a expensas de D. Bernardo Alvarez Baldés, su fundador es de Castrillón. Año de 1794". En el diccionario de Madoz (1849) se cita la ermita de San Bernardo, que posteriormente cambió su advocación por la de Cristo de la Misericordia. La imagen primitiva fue destruida en 1936 tras el estallido de la guerra civil española. La talla actual data del año 1943 y fue subida a la capilla desde Piedras Blancas en procesión solemne. Las fiestas en honor al santo se celebran el último domingo de mayo. En el pueblo hay varios bares y merenderos muy populares y se celebran unas jornadas gastronómicas dedicadas al mejillón en Semana Santa.

## Etimología
Deriva del término latino marginem, como orilla de una corriente de agua. El nombre *margina se habría transformado en *barzina y luego en *barcena. Una situación similar a la que pudo ocurrir con La Marzaniella, que algunos consideran que podría ser Barzaniella.
- Datos: Q5970259